# 파라사우루스
파라사우루스(학명:Parrassaurus yachhuiztli)는 어룡목 안공룡과에 속하는 어룡이다. 지금은 멸종된 종으로서 전체적인 몸길이가 4~7m인 거대한 어룡에 속한다.

## 특징
파라사우루스(Parrassaurus)는 2021년에 발견된 멕시코의 후기 쥐라기 라 카자 형성의 안구공룡이다. 파라사우루스에는 파라사우루스 야카후츠틀리라는 한 종이 포함되어 있다. 안공룡과에 속하는 어룡이며 주둥이가 매우 길게 확장되어 있다. 바다에서의 생활에 용이하도록 다리가 변형된 지느러미를 가지고 있으며 지느러미들 중에선 가슴지느러미와 꼬리지느러미가 가장 크게 발달되었다. 또한 척추와 갈비뼈도 매우 크게 확장되어 있으며 부분적으로 두개골과 안면부도 매우 크게 발달되었다. 긴 주둥이의 양턱엔 총 15~20개의 삼각형 톱니 모양의 세렝된 이빨을 가지고 있다. 먹이로는 당대에 서식했던 물고기, 갑각류, 두족류를 잡아먹고 살았을 육식성의 포식자로 추정되는 종이다.

## 생존시기와 서식지와 화석의 발견
파라사우루스가 생존했던 시기는 중생대의 쥐라기 후기로서 지금으로부터 1억 6500만년전~1억 4500만년전에 생존했던 종이다. 생존했던 시기에는 남아메리카의 멕시코를 포함한 지역의 태평양과 대서양에서 주로 서식했던 어룡이다. 화석의 발견은 2021년에 멕시코의 쥐라기에 형성된 지층에서 멕시코의 고생물학자들에 의하여 처음으로 화석이 발굴되어 새롭게 등재된 종이다.

## 같이 보기
- 파충류
- 중생대
- 쥐라기
- 어룡
- 화석